# Vicq
För andra betydelser, se Vicq (olika betydelser).
Raymond Antoine, född 1936 och död 1987, var en belgisk serieskapare. Han är mest känd under artistnamnet Vicq.
Som serieförfattare kom han att, tillsammans med tecknaren Daniel Hulet, skapa äventyrsserien Leo Gwen. Därutöver har han skrivit manus till flera fransk-belgiska tecknade serier, inklusive André Franquins Gaston, Jean Robas Bullen, och Jidéhems Sofies äventyr.
Efter René Goscinnys död 1977 kom Vicq att bli en av de första manusförfattarna att samarbeta med Lucky Luke-tecknaren Morris. Han skrev manus till albumet Bröderna Daltons skatt (Le magot des Dalton, 1980) och den korta historien "Den hängdes rep" (La corde du pendu, 1979).
Utöver sitt arbete som manusförfattare, var Vicq framförallt verksam som tecknare. Han började sin karriär som skämttecknare på de franska satiriska tidskrifterna Le Rire och Hara-Kiri. Under 1960, -70, och -80-talen producerade han återkommande åt den fransk-belgiska serietidningsmarknadens fyra stora titlar: Tintin, Pilote, Spirou och Vaillant/Pif Gadget.